# Septoria aegopodii
Septoria aegopodii är en svampart som först beskrevs av Preuss, och fick sitt nu gällande namn av Pier Andrea Saccardo 1884. Septoria aegopodii ingår i släktet Septoria och familjen Mycosphaerellaceae.   Inga underarter finns listade i Catalogue of Life.